# インテリワードBAR 見えざるピンクのユニコーン
『インテリワードBAR 見えざるピンクのユニコーン』は2015年4月3日 - 2015年6月26日にBSジャパンにて放送されたテレビドラマ。

## キャスト
- 綾部祐二
- 又吉直樹
- 夏帆
- 本多力
- 永野宗典
- 諏訪雅